# Бобич, Любинка
Любинка Бобич (серб. Љубинка Бобић; 2 января 1897, Крушевац — 3 декабря 1978, Белград, СФРЮ) — сербская и югославская актриса театра и кино. Писательница, сценарист.

## Биография
С 1920 года более полувека выступала на сцене Национального театра в Белграде. Была театральной звездой Югославии. Известная исполнительница комических и трагических ролей классического, мирового репертуара. 
Снималась в кино с 1930, позже и на телевидении.
Известна также как автор нескольких популярных юмористических и сатирических произведений.
В 1957 за лучшую женскую роль в фильме «Поп Чира и поп Спира» была награждена премией международного фестиваля игрового кино в г. Пула «Золотая арена». Лауреат премии СР Сербия «7 июля».
Л. Бобич похоронена на Аллее почётных граждан белградского Нового кладбища.

## Избранная фильмография
- 1951 — Майор Баук
- 1957 — Поп Чира и поп Спира
- 1960 —Первый гражданин маленького города
- 1960 — Дилижанс мечты
- 1962 — Dr
- 1962 — Костана (телевизионный)
- 1964 — Народный посланник
- 1966 — Подопечный
- 1966 — Госпожа министерша
- 1969 — Кросс
- 1975 — Павле Павлович

## Память
- В 2006 учреждена премия имени Любинки Бобич.
- В 2003 году почтой Сербии и Черногории выпущена марка, посвященная актрисе Л. Бобич.